# Dansk Brand- og sikringsteknisk Institut
Dansk Brand- og sikringsteknisk Institut (DBI) er en uafhængig selvejende virksomhed, der fungerer som Godkendt Teknologisk Serviceinstitut (GTS) og er Danmarks videcenter indenfor brandsikkerhed.
Instituttets historie går tilbage til etableringen af Dansk Komité til Bekæmpelse af Brandfare i 1920. I 1991 ændredes navnet til Dansk Brandteknisk Institut, og i 2000 blev det erstattet af det nuværende navn. 
DBI beskæftiger sig med forskning og udvikling og løser opgaver for både det offentlige og for private virksomheder. Instituttet har til formål at bidrage til både aktiv og passiv brandsikring og forebyggelse af skader på både bygninger og miljø.
DBI er specialiseret i brand og sikring og arbejder målrettet for at sikre liv og værdier og tilbyder en bred vifte af ydelser inden for brandforebyggelse, brandteknik og sikring og arbejder for at hjælpe kunder med at opnå de bedste sikkerhedsløsninger.
DBI har desuden en omfattende kursusvirksomhed, som udbyder en lang række kurser og uddannelser inden for brand og sikring.